# 约瑟夫·黑尔梅斯伯格 (1855年)

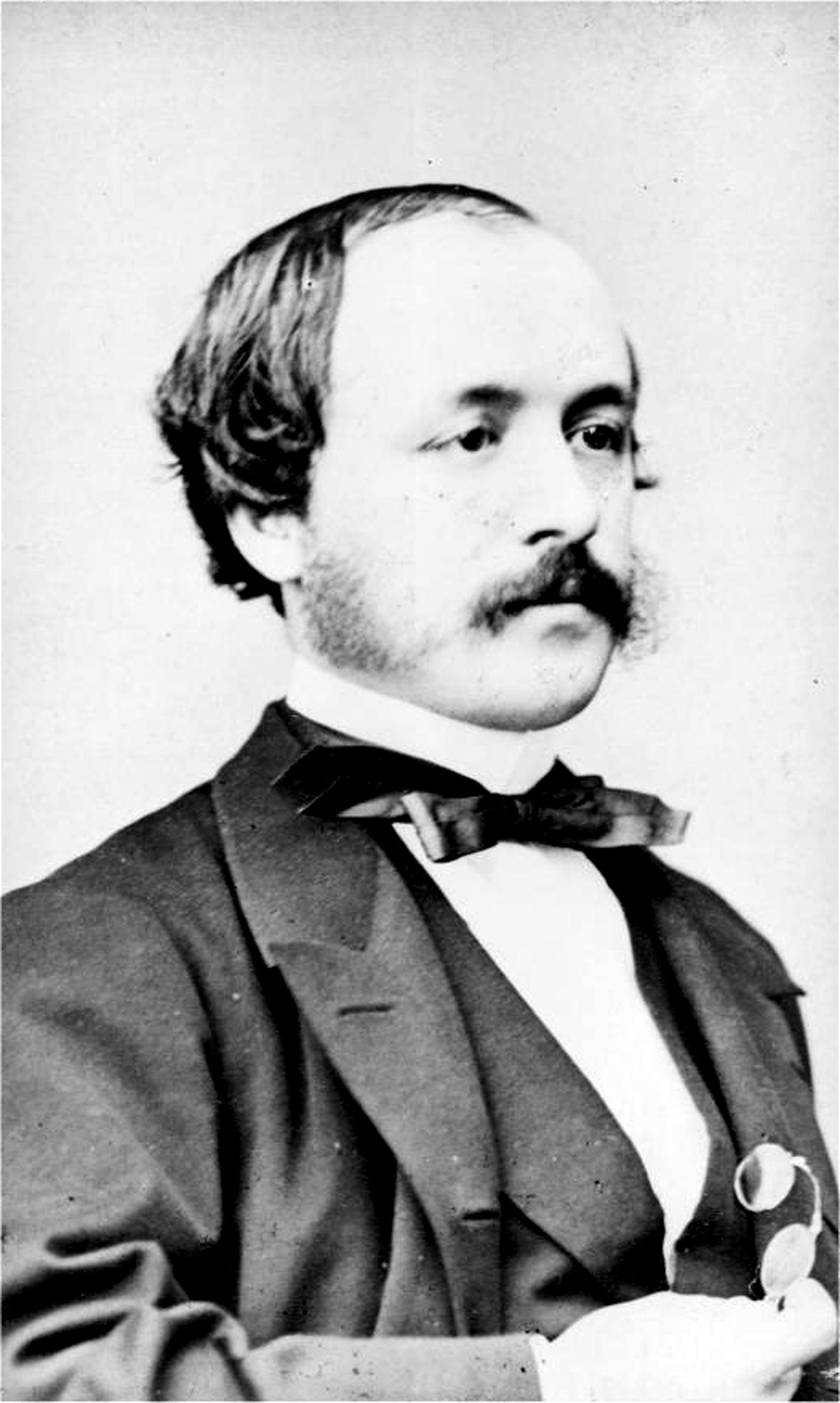
约瑟夫·黑尔梅斯伯格

约瑟夫·黑尔梅斯伯格（Joseph Hellmesberger，1855年4月9日—1907年4月26日），奥地利小提琴家、作曲家。
其父为小提琴家和乐团指挥。黑尔梅斯伯格年少时从父学小提琴；1875年成为父亲的黑尔梅斯伯格四重奏乐团成员，1887年成为该四重奏乐团团长。1878年任维也纳音乐院教授。1901年至1903年任维也纳交响乐团总指挥。
黑尔梅斯伯格的作品包括22首小歌剧，6首芭蕾舞曲和一些舞曲和歌曲。